# Souvenir de voyage
Souvenir de voyage est un tableau peint par René Magritte en 1926. Cette huile sur toile surréaliste représente un buste de femme qui semble avoir été déchiré devant divers objets mal identifiables, sur fond de paysage de montagnes. Partie des collections du musée national d'Art moderne, à Paris, elle se trouve en dépôt depuis 1998 au musée d'Art moderne et contemporain de Strasbourg, à Strasbourg.